# Gionata Mingozzi
Pour les articles homonymes, voir Mingozzi.
Gionata Mingozzi est un footballeur italien né le 29 décembre 1984 à Ravenne, et décédé le 15 juillet 2008 à Campagna Lupia, près de Venise. Il évoluait au poste de milieu de terrain.

## Biographie
Gionata Mingozzi joue 2 matchs en Serie A et 38 matchs en Serie B.
Victime d'un grave accident de voiture à bord de sa Porsche Cayman, il meurt des suites de ses blessures avant l'arrivée des secours .

## Clubs
- 2001-2004 : Ravenne Calcio  Italie
- 2004-2005 : AC Pérouse  Italie
- 2005-2006 : UC Sampdoria  Italie
- 2006-2007 : US Lecce  Italie
- 2007-2008 : Trévise FBC 1993  Italie